# Georg Heinrich Wappäus
Georg Heinrich Wappäus (* 30. Juni 1776 in Platenlaase als Jürgen Heinrich Wappaus; † 25. Juli 1836 in Hamburg) war der Begründer der Linie sowie der Reederei G.H. Wappäus in Hamburg.

## Biografie
Georg Heinrich Wappäus entstammte einem alten landwirtschaftlichen Geschlecht, welches schon seit mindestens 1400 in Platenlaase ansässig war und war Sohn des Jochen Hinrich Wappaus (1741–1812) sowie der Catharina Dorothea geb. Rehbeck (1739–1807). 
Zu einem unbekannten Zeitpunkt, als junger Mann, verließ er den väterlichen Hof und kam nach Hamburg. Laut seiner Tochter plante er dort, Weinhändler zu werden. Bei einem Spiel verlor er allerdings sein gesamtes Geld, weshalb er sich als Seemann in die USA einschiffte. Dort angekommen, bildete er sich seemännisch so fort, um gesellschaftlich aufzusteigen, dass er später zum Kapitän wurde. Nach längeren dortigen Aufenthalten kam er im Jahre 1805 aufgrund schwerer Krankheit zurück nach Hamburg. Noch in diesem Jahre, am 12. Juli, wurde ihm das Großbürgertum in Hamburg verlieren, was durch die im selben Jahre von ihm gegründete Reederei G.H. Wappäus beeinflusst wurde. Die Reederei umfasste insgesamt 20 Schiffe, wobei die Schwerpunkte der Fahrten auf Westindien, der Karibik sowie Venezuela lagen. 
Mit seiner Ehefrau Anna Catharina Sophia verw. Lorenzen geb. Jörst, Tochter eines Hamburger Leinenhändlers, bekam er vier Kinder: Johann Eduard, Anna Wilhelmine, Adolph Heinrich sowie die spätere Diakonisse Emilia Maria Elisabeth. 